# Línea 72 (EMT Madrid)
La línea 72 de la EMT de Madrid une la estación de Diego de León con Hortaleza.

## Características

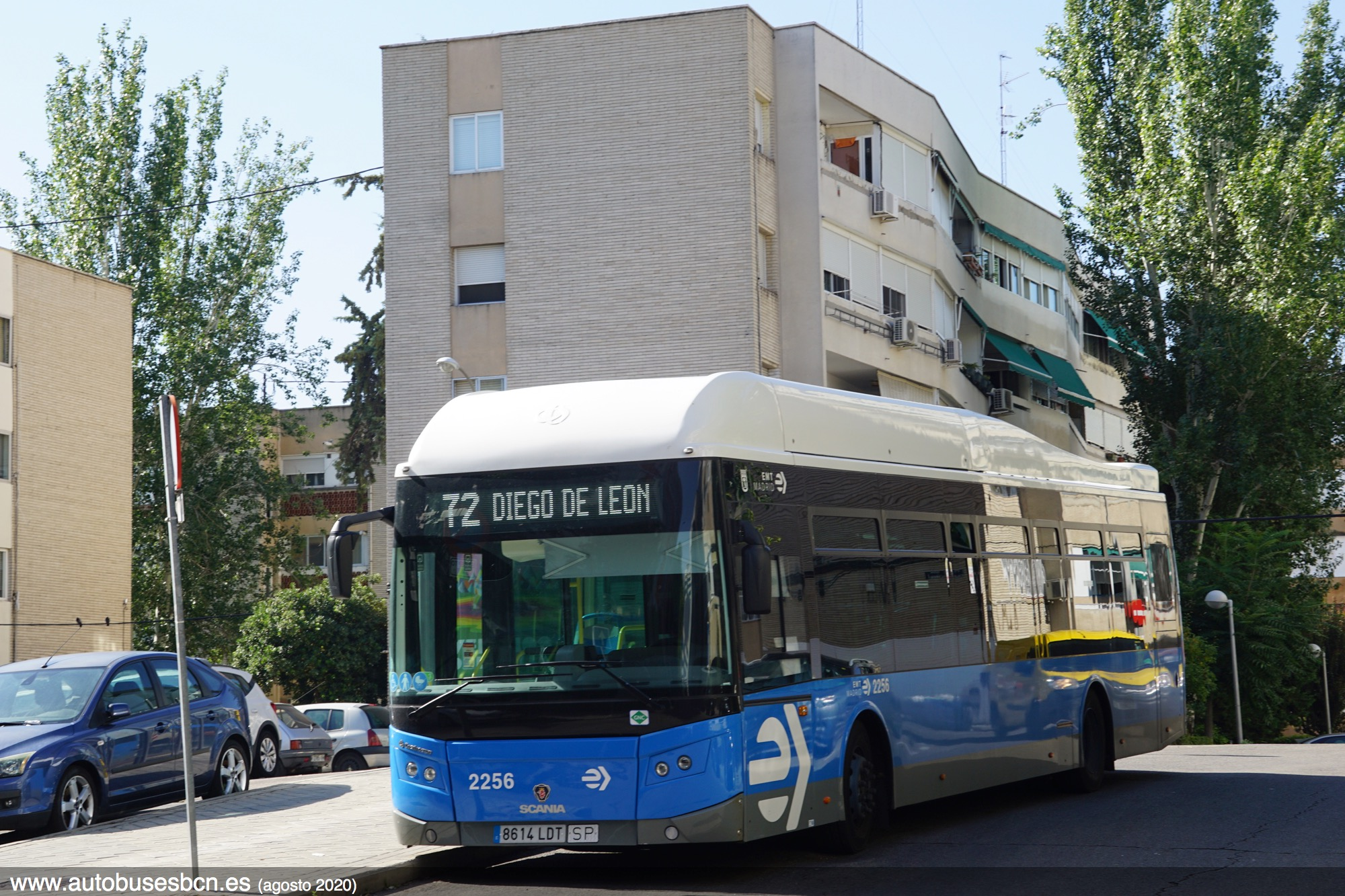
Final de Hortaleza en la calle Zapatoca, agosto de 2020

Esta línea hereda el recorrido de una antigua línea periférica (P-2) que unía Madrid con el pueblo de Hortaleza partiendo de la estación de Diego de León, como lo hace la línea 73 para Canillas. La línea comenzó el 3 de febrero de 1974 con el recorrido Diego de León - Hortaleza (Barrio de San Lorenzo). Conecta una parte del distrito de Salamanca, así como el corazón del barrio de Prosperidad, con Hortaleza.
En sus orígenes, la línea recorría más trozo de la calle de López de Hoyos, pero en 1998 cambió su recorrido adoptando parte del recorrido de la línea 43 por el interior del barrio de Prosperidad.
Esta línea coincide en buena parte de su recorrido con la línea 9 (desde la avenida de Alfonso XIII hasta la plaza de Los Santos de la Humosa). A diferencia de ésta, presta servicio al casco antiguo de Hortaleza y el barrio de San Lorenzo (a través de un circuito neutralizado), mientras la línea 9 presta servicio al barrio de Santa María y la U.V.A. de Hortaleza. Ambas prestan servicio a Pinar del Rey.

### Frecuencias
| Lunes a viernes laborables |               |
| De 6:00 a 8:00             | 9-15 minutos  |
| De 8:00 a 19:00            | 9-13 minutos  |
| De 19:00 a 23:00           | 12-23 minutos |
| Sábados laborables         |               |
| De 6:00 a 10:00            | 17-30 minutos |
| De 10:00 a 21:00           | 14-18 minutos |
| De 21:00 a 23:00           | 14-25 minutos |
| Domingos y festivos        |               |
| De 7:00 a 10:00            | 17-31 minutos |
| De 10:00 a 20:00           | 17 minutos    |
| De 20:00 a 23:00           | 17-26 minutos |

### Material asignado
Castrosua New City Scania N280UB GNC (212x)

## Recorrido y paradas

### Sentido Hortaleza
La línea inicia su recorrido en la calle Francisco Silvela, junto a los accesos de la estación de Diego de León, teniendo la cabecera común con la línea 73 y correspondencia con varias líneas. Nada más empezar, toma la misma calle Francisco Silvela en dirección norte hasta la intersección con la Avenida de América, donde gira a la derecha para incorporarse a dicha avenida. Circula por esta avenida hasta la intersección con la calle Cartagena, girando a la izquierda para incorporarse a la misma.
Por la calle Cartagena circula hasta la primera intersección, donde gira a la derecha para circular por la calle Clara del Rey, de nuevo a la derecha por la calle Padre Xifré y a la izquierda para circular por la calle Ana Bustos de María Jiménez atravesando el corazón del barrio de Prosperidad. La línea recorre entera dicha calle y al final de ella gira a la derecha para tomar la calle López de Hoyos.
Al final del tramo central de la calle López de Hoyos, gira a la izquierda para incorporarse a la calle Padre Claret, al final de la cual desemboca en la Avenida de Ramón y Cajal, por la que cruza sobre la M-30, desviándose poco después a la izquierda por la calle López de Hoyos de nuevo, ahora en su tramo periférico.
A partir de aquí la línea recorre toda la calle López de Hoyos hasta el final en Hortaleza, donde continúa por la calle Mar Caspio, que recorre entera así como su continuación natural, la calle Mar de Bering. Al final de ésta llega a la Glorieta de Charalá, donde toma la Avenida de Bucaramanga, que recorre entera igualmente, girando a la izquierda al final para tomar la calle Zapatoca, donde tiene su cabecera.
| Código | Parada                                                | Común con | Conexiones con Metro | Otros |
| ------ | ----------------------------------------------------- | --------- | -------------------- | ----- |
| 785    | DIEGO DE LEÓN (C/ Francisco Silvela, 54)              | 73        | Diego de León        |       |
| 788    | Intercambiador de Avenida de América (C/ Fco. S., 80) | 12 73 C2  |                      |       |
| 5788   | Intercambiador de Avenida de América (Av. América, 4) |           | Avenida de América   |       |
| 1281   | Cartagena (Av. América, 28)                           |           | Cartagena            |       |
| 717    | Cartagena                                             | 1         |                      |       |
| 2732   | Corazón de María-Padre Xifré                          |           |                      |       |
| 2733   | Corazón de María-Cardenal Silíceo                     |           |                      |       |
| 2377   | Santa Hortensia                                       | 43        |                      |       |
| 2379   | Corazón de María-Santa Rita                           | 43        |                      |       |
| 313    | San Nazario                                           | 40 43     | Alfonso XIII         |       |
| 4721   | López de Hoyos-Padre Claret                           | 9 73      |                      |       |
| 2022   | Padre Claret-Ramón y Cajal                            | 9 73      |                      |       |
| 408    | Avenida de la Paz                                     | 9 73 120  | Avenida de la Paz    |       |
| 2024   | López de Hoyos-Clínica San Juan de Dios               | 9 53 73   |                      |       |
| 2026   | López de Hoyos-Arturo Soria                           | 9 73      |                      |       |
| 2027   | López de Hoyos-Navarro Amandi                         | 9 73      |                      |       |
| 2029   | Junta Municipal de Hortaleza                          | 9         |                      |       |
| 3927   | Luis Rosales                                          | 9         |                      |       |
| 2033   | López de Hoyos-Gran Vía de Hortaleza                  | 9         |                      |       |
| 2035   | López de Hoyos-Ángel Luis Herrán                      | 9         |                      |       |
| 2037   | Santos de la Humosa                                   | 9         |                      |       |
| 1846   | Mar Caspio                                            | 9 107     |                      |       |
| 2734   | Mar Caspio-Mar Negro                                  |           |                      |       |
| 2735   | Mar Caspio-Liberación                                 |           |                      |       |
| 2736   | Glorieta Charala                                      | 87        |                      |       |
| 2738   | Bucaramanga-Centro Comercial                          | 87        |                      |       |
| 2741   | HORTALEZA (C/ Zapatoca, 2)                            |           |                      |       |

### Sentido Diego de León
La línea inicia su recorrido en la calle Zapatoca, al final de la cual gira a la izquierda para incorporarse a la calle Zipaquirá, al final de la cual gira a la derecha por la calle Manizales, que recorre hasta desembocar en la Avenida de Celio Villalba, que toma girando a la izquierda. Al final de esta avenida gira a la izquierda de nuevo para tomar la calle Gregorio Sánchez Herráez, que recorre hasta el final, siguiendo de frente por su continuación natural, las calles Mar Amarillo, y posteriormente Mar Negro. Al final de esta última desemboca en la calle Mar Caspio.
Desde este punto el recorrido es igual al de la ida (Mar Caspio, Plaza de los Santos de la Humosa y López de Hoyos) hasta la intersección de López de Hoyos y Arturo Soria, donde circula por las calles Navarro Amandi y Arturo Soria volviendo a girar para continuar por López de Hoyos hasta desembocar en la Avenida de Ramón y Cajal.
Por esta avenida cruza sobre la M-30 en un puente, y al entrar en la almendra central gira a la izquierda para tomar la Avenida de Alfonso XIII, que recorre hasta el final de la misma girando a la derecha para circular por la calle San Nazario. Al final de esta calle, la línea gira a la izquierda para circular por la calle Clara del Rey, que recorre entera desembocando en la calle Cartagena.
Posteriormente toma la Avenida de América y parte de su continuación natural, la calle de María de Molina, para después girar a la derecha por la calle Príncipe de Vergara y de nuevo a la derecha por Francisco Silvela. A partir de ahí la ruta es igual a la ida pero en sentido contrario.
| Código | Parada                                                | Común con  | Conexiones con Metro | Otros |
| ------ | ----------------------------------------------------- | ---------- | -------------------- | ----- |
| 2741   | HORTALEZA (C/ Zapatoca, 2)                            |            |                      |       |
| 2740   | Zipaquirá                                             |            |                      |       |
| 2742   | Manizales                                             | 87         |                      |       |
| 2744   | San Lorenzo                                           | 87         | San Lorenzo          |       |
| 2747   | Mar Amarillo                                          |            |                      |       |
| 2748   | Mar de las Antillas-Mar Negro                         |            |                      |       |
| 1847   | Mar Caspio                                            | 9 107      |                      |       |
| 2038   | Santos de la Humosa                                   | 9          |                      |       |
| 2036   | López de Hoyos-Ángel Luis Herrán                      | 9          |                      |       |
| 2034   | López de Hoyos-Gran Vía de Hortaleza                  | 9          |                      |       |
| 3928   | Luis Rosales                                          | 9          |                      |       |
| 2030   | Junta Municipal de Hortaleza                          | 9          |                      |       |
| 4538   | López de Hoyos-Navarro Amandi                         | 9 73       |                      |       |
| 218    | Arturo Soria-López de Hoyos                           | 9 11 70 73 |                      |       |
| 2025   | López de Hoyos-Clínica San Juan de Dios               | 9 53 73    |                      |       |
| 409    | Avenida de la Paz                                     | 9 73 120   | Avenida de la Paz    |       |
| 462    | Padre Claret-Ramón y Cajal                            | 9 73 120   |                      |       |
| 310    | Alfonso XIII-Pradillo                                 | 9 40 43 73 |                      |       |
| 2381   | Metro Alfonso XIII                                    | 43         | Alfonso XIII         |       |
| 2749   | Clara del Rey-Ramos Carrión                           |            |                      |       |
| 2750   | Clara del Rey-Santa Hortensia                         |            |                      |       |
| 2751   | Clara del Rey-Cardenal Silíceo                        |            |                      |       |
| 2752   | Clara del Rey-Padre Xifré                             |            |                      |       |
| 718    | Cartagena                                             | 1          | Cartagena            |       |
| 1280   | Intercambiador de Avenida de América (Av. América, 3) |            | Avenida de América   |       |
| 789    | Intercambiador de Avenida de América (C/ Fco. S., 83) | 12 73 C1   |                      |       |
| 787    | Hospital de la Princesa                               | 73         | Diego de León        |       |
| 785    | DIEGO DE LEÓN (C/ Francisco Silvela, 54)              | 73         | Diego de León        |       |

## Galería de imágenes

Mapa zonal de la estación de metro de Diego de León con los recorridos de las líneas de autobuses, entre las que aparece el 72.